# Jeremías Ledesma
Jeremías Conan Ledesma, född 13 februari 1993, är en argentinsk fotbollsmålvakt som spelar för Cádiz.

## Klubbkarriär
Den 25 augusti 2020 lånades Ledesma ut till La Liga-klubben Cádiz på ett låneavtal över säsongen 2020/2021. Den 9 maj 2021 utnyttjade Cádiz en köpoption i låneavtalet och Ledesma skrev på ett fyraårskontrakt med klubben.

## Landslagskarriär
I juni 2021 blev Ledesma uttagen i Argentinas trupp till olympiska sommarspelen 2020 i Tokyo.